# Vitesse de déformation
En mécanique des milieux continus, on considère la déformation d'un élément de matière au sein d'une pièce. On s'attache donc à décrire ce qui se passe localement et non pas d'un point de vue global, et à utiliser des paramètres indépendants de la forme de la pièce. La vitesse de déformation que l'on considère est donc la dérivée par rapport au temps de la déformation ε ; on la note donc {\displaystyle {\dot {\varepsilon }}} (« epsilon point ») :
{\displaystyle {\dot {\varepsilon }}={\frac {\partial \varepsilon }{\partial t}}.}
Elle s'exprime en s−1, parfois en %/s.
C'est un des paramètres capitaux en rhéologie.

## Influence sur le comportement des matériaux
Le comportement du matériau — fragilité, ductilité, fluage, viscosité, etc. — dépend entre autres de la vitesse de déformation (ainsi que de la température et de la pression). Par exemple, dans le cas du manteau terrestre :
- pour les vitesses de déformation très faibles, de l'ordre de 10−9 s−1 (10−11 %/s, quelques centimètres par an sur une épaisseur de plusieurs centaines de kilomètres), le manteau a un comportement pâteux ce qui explique la convection (cause de la dérive des continents) ;
- pour les vitesses de déformation rapides, il a un comportement élastique, ce qui explique la propagation des ondes sismiques.

Lorsqu'il y a déformation plastique, le matériau peut subir de la restauration ou de la recristallisation dynamique si la vitesse de déformation est suffisamment élevée. On peut donc avoir, selon la température, un matériau relativement fragile à faibles vitesses de déformation mais très ductile à fortes vitesses.